# Веслейко (Техас)
Веслейко (англ. Weslaco) — місто (англ. city) в США, в окрузі Ідальго штату Техас. Населення — 40 160 осіб (2020).

## Географія
Веслейко розташоване за координатами 26°9′33″ пн. ш. 97°59′17″ зх. д. / 26.15917° пн. ш. 97.98806° зх. д. (26.159081, -97.988103). За даними Бюро перепису населення США в 2010 році місто мало площу 38,31 км², з яких 38,12 км² — суходіл та 0,19 км² — водойми. В 2017 році площа становила 49,24 км², з яких 49,06 км² — суходіл та 0,19 км² — водойми.

## Демографія
Згідно з переписом 2010 року, у місті мешкало 35 670 осіб у 11 212 домогосподарствах у складі 8798 родин. Густота населення становила 931 особа/км².  Було 14394 помешкання (376/км²). 
Расовий склад населення:
| - 85,7 % — білих - 1,2 % — азіатів - 0,6 % — корінних американців - 0,5 % — чорних або афроамериканців - 10,3 % — осіб інших рас |

До двох чи більше рас належало 1,6 %. Іспаномовні становили 85,0 % усіх жителів.
За віковим діапазоном населення розподілялося таким чином: 31,4 % — особи молодші 18 років, 53,1 % — особи у віці 18—64 років, 15,5 % — особи у віці 65 років та старші. Медіана віку мешканця становила 32,5 року. На 100 осіб жіночої статі у місті припадало 90,0 чоловіків; на 100 жінок у віці від 18 років та старших — 84,8 чоловіків також старших 18 років.
Середній дохід на одне домашнє господарство становив 46 607 доларів США (медіана — 36 108), а середній дохід на одну сім'ю — 50 356 доларів (медіана — 39 645). Медіана доходів становила 34 269 доларів для чоловіків та 30 554 долари для жінок. За межею бідності перебувало 27,2 % осіб, у тому числі 36,9 % дітей у віці до 18 років та 21,3 % осіб у віці 65 років та старших.
Цивільне працевлаштоване населення становило 13 840 осіб. Основні галузі зайнятості: освіта, охорона здоров'я та соціальна допомога — 34,6 %, роздрібна торгівля — 16,0 %, науковці, спеціалісти, менеджери — 6,8 %, публічна адміністрація — 5,8 %.